# ふたりぼっち伝説
『ふたりぼっち伝説』（ふたりぼっちでんせつ）は、佐藤ショウジによる日本のギャグ漫画作品。

## 概要
トレジャーハンターである主人公マルチナ・スプリンガーが、財宝を求めて伝説の秘境にたどり着くたび、そこに必ず宝の守護者であるガイコツが現れて場を引っかき回すという筋立てのギャグストーリー。
少年画報社『ヤングキング別冊キングダム』2002年8号（7月上旬発売）に一話完結の第1回が掲載。続いて同社『ヤングキングアワーズ』2002年10月号に第2回が掲載。以後、『キングダム』および『アワーズ』の両誌に不定期に掲載された。
二誌にまたがっての不定期連載となった理由は、通常の連載ではなく「代理原稿」としての掲載、つまり誰かが原稿を落とした時だけ掲載される形式がとられていた事による。そのため、前号では予告されず、いつ掲載されるのか前もって知ることはできない。また掲載された号の表紙や目次に名前が載らない。
単行本化に関しては、1回の掲載量が8ページに過ぎず、第1巻を出すのに2年以上かかっている（収録された全24話中、第0話および第22話・第23話は書き下ろし）。ゲストページには六道神士によって、『エクセル・サーガ』のコスプレをしたマルチナ（エクセル）とガイコツ（蒲腐博士）のイラストとメッセージが寄せられている。ちなみに、作者の佐藤ショウジにとっては初単行本になる。
2015年11月に単行本未収録分と描き下ろし、他短編を含むふたりぼっち伝説完全版ともいえる単行本『マルとほね』がKADOKAWAより発売された。

## 登場人物
マルチナ・スプリンガー
体力、知力、財力、巨乳を兼ね備えた天才トレジャーハンター。宝物を入手する一歩手前で毎回ガイコツに邪魔される。
ガイコツ
宝の守護者。子供程度の体格で力も弱く、極度のビビリ。それでも持ち前の調子良さと浅知恵で、果敢にマルチナと絡もうとする。
ジョルジュ
マルチナに仕える老執事。九州近海の孤島に建つ豪邸でマルチナの世話をする。
マルチナ・マーダー
マルチナが自分に似せて作った人型ロボット。優れた格闘能力と内蔵兵器を持つ。ガイコツをさんざんぶちのめした末、ガイコツと友情が芽生えマルチナから離反した。

## 単行本
- 佐藤ショウジ『ふたりぼっち伝説』少年画報社〈ヤングキングコミックス〉
  1. ISBN 4-7859-2495-0 2005年2月1日発行/2004年12月27日発売。
- 佐藤ショウジ『マルとほね』佐藤ショウジ初期作品集　KADOKAWA〈ドラゴンコミックスエイジ〉
  1. ISBN 978-4-04-070783-9　2015年11月5日発売